# First Comes First
First Comes First är det brittiska indierockbandet The Paddingtons debutalbum och kom ut den 31 oktober 2005.

## Låtlista
1. "Some Old Girl" - 3:04
2. "First Comes First" - 2:56
3. "50 to a £" - 3:03
4. "Worse For Wear" - 2:32
5. "Loser" - 2:15
6. "Panic Attack" - 3:29
7. "Tommy's Disease" - 3:32
8. "Stop Breathing" - 2:19
9. "Alright in the Morning" - 3:09
10. "21" - 2:25
11. "Sorry" - 4:55